# State House (Namibia)

Das State House im Jahr 2005 während der Bauarbeiten

Das State House (deutsch Staatshaus) ist ein Areal mit verschiedenen Gebäuden und dient unter anderem als Amts- und Wohnsitz des Präsidenten von Namibia und ist Sitz der namibischen Regierung. Der Gebäudekomplex befindet sich zwischen der Robert Mugabe Avenue und der Engelberg-Straße, im Stadtteil Auasblick der namibischen Hauptstadt Windhoek.

## Geschichte
Das State House wurde von dem nordkoreanischen Unternehmen Mansudae Overseas Projects in einer Bauzeit von 66 Monaten errichtet.
Im September 2002, gegen Ende seiner Amtszeit, hatte Sam Nujoma, der erste Präsident von Namibia, den Beginn des Baus seines neuen Palastes veranlasst, der das alte State House des Präsidenten in der Innenstadt ablösen sollte, da die Büroflächen im alten State House sehr unzureichend und der Parkplatz zu klein geworden war.
Am 21. März 2008 eröffnete der namibische Präsident Hifikepunye Pohamba das Haus in Anwesenheit von Kim Yŏng-nam, dem Vorsitzenden des Präsidiums der Obersten Volksversammlung Nordkoreas, und dem kubanischen General Leopoldo Cintra Frias. Die Residenz des Präsidenten war anfangs noch nicht fertiggestellt, das Kabinettssekretariat musste zwischen dem alten State House und dem Neubau pendeln. Am 2. September 2008 konnte die erste Kabinettssitzung stattfinden. Am 4. Juni 2010 zog schlussendlich der namibische Staatspräsident in die neue Präsidentenresidenz ein.
Nach inoffiziellen Schätzungen hat der Bau des Komplexes zwischen 413,2 Millionen und 600 Millionen beziehungsweise sogar 1,1 Milliarden Namibia-Dollar gekostet. 40 namibische Subunternehmen und Lieferanten waren an dem Bauvorhaben beteiligt. Weitere 100 Namibier arbeiteten an dem Projekt mit.

## Aufbau des Komplexes
Das Gelände umfasst 25 Hektar und wurde mit einem zwei Kilometer langen Stahlzaun eingefasst. An jeder Ecke der Einzäunung befinden sich dunkel verglaste Wachtürme, an jedem der vier Tore zudem große Wachstuben. Seit 2016 sind die gesamten Grenzzäune kameraüberwacht.
Der Verwaltungstrakt besteht aus dem Büro des Präsidenten, den Räumen der Kabinettsmitglieder und 200 Büros für die Mitarbeiter des Präsidenten. Ein Gästehaus für Staatsoberhäupter auf Staatsbesuch und zwei Appartements für weitere Staatsgäste befindet sich etwas abseits, ebenso das Wohnhaus des Präsidenten. Ebenso finden sich hier Garagen und Unterkünfte für Polizeikräfte und Sicherheitspersonal. Gegenüber dem Haupttor auf der gegenüberliegenden Straßenseite befinden sich zwei Hubschrauberlandeplätze. Über das teilweise parkähnliche Gelände sind Tiernachbildungen (z. B. Kudus und Elefanten) aus Kupfer verteilt. Zudem wurden hier unter anderem Impalas und Springböcke ausgesetzt.
Das State House verfügt über vier Eingänge. In der Eingangshalle hängt ein Gemälde, das Mitglieder des ersten namibischen Kabinetts wie Sam Nujoma, Hifikepunye Pohamba, Hage Geingob, Theo-Ben Gurirab, Ben Amathila und Libertina Amathila, Hidipo Hamutenya und Gert Hanekom zeigt. Vor der Tür der zweigeschossigen Eingangshalle hängt eine Holzschnitzerei mit Darstellungen von Frauen aus allen Volksgruppen des Landes. An der gegenüberliegenden Wand auf dieser Ebene hängt ein großes, 2005 von einem koreanischen Künstler gemaltes Bild der Epupafälle.

## Weitere Staatshäuser

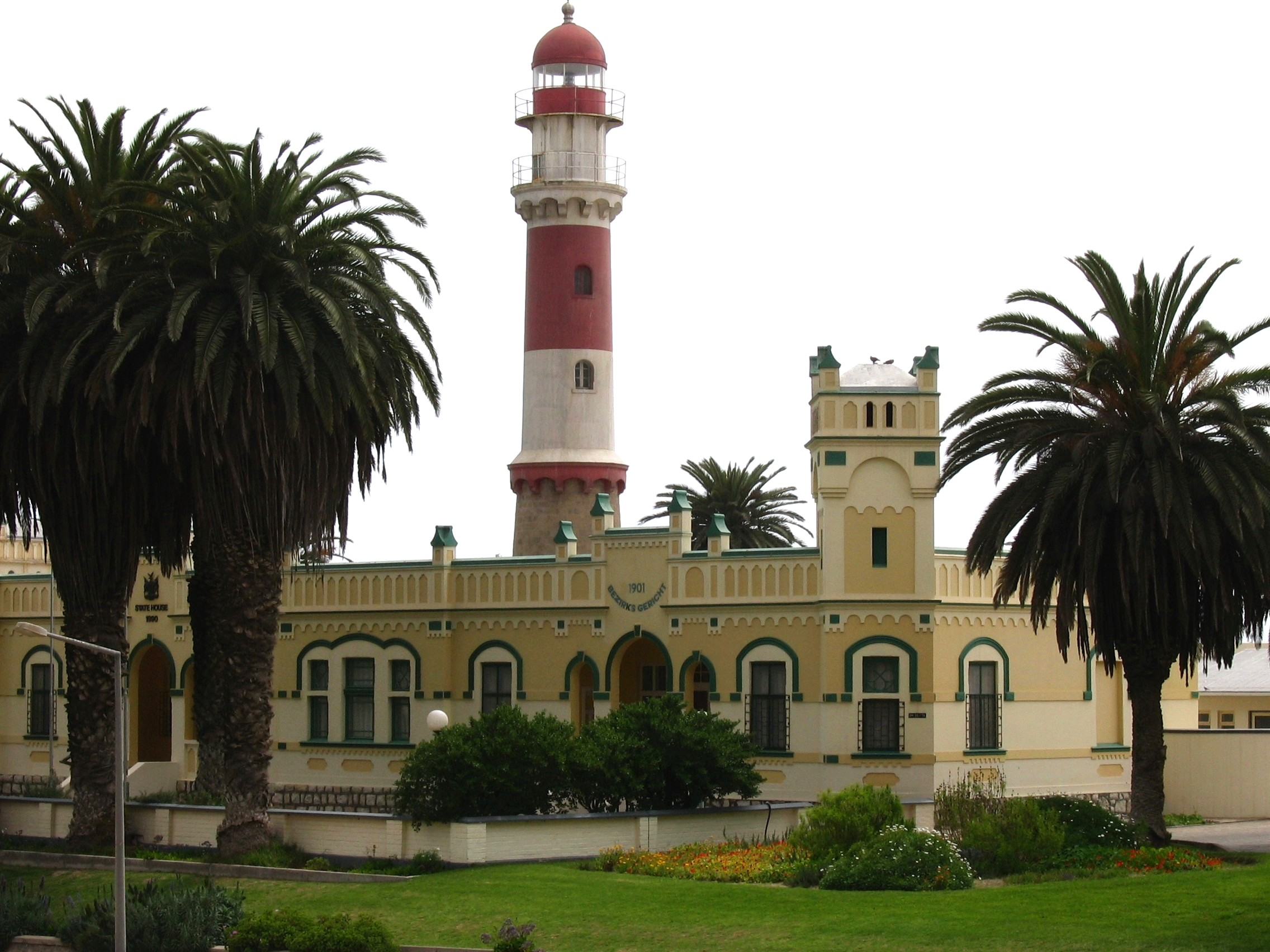
Staatshaus in Swakopmund

Ein weiteres Staatshaus, als offizielle Sommerresidenz, befindet sich mit dem Kaiserlichen Bezirksgericht in Swakopmund. Planungen Mitte der 2010er Jahre ein Staatshaus in jeder der 14 Regionen von Namibia zu errichten, wurden aufgrund der Kosten verworfen.

### Altes State House

Altes State House; heute Residenz des Vizepräsidenten

Das alte State House Namibias wurde schon zu südafrikanischen Zeiten als südafrikanische Administrators-Residenz genutzt. Es war ab 1990 vor allem Wohnsitz des Präsidenten und wurde als solches auch bis 4. Juni 2010 genutzt, da das neue Präsidentenhaus auf dem Gelände des neuen State House erst zu diesem Zeitpunkt fertiggestellt wurde. Das alte State House befindet sich in der Robert Mugabe Avenue im Stadtteil Windhoek-Central nahe der Christuskirche. Wegen der zentralen Lage und der engen Bebauung war jedoch ein Ausbau der Gebäude nicht möglich, so dass das neue State House errichtet werden musste.
Am 20. Juli 2010 beschloss das Kabinett, dass das alte Staatshaus als neue Residenz des namibischen Premierministers dienen soll. Es ist offizieller Wohnsitz des Premierministers seit Mitte 2014, jedoch lebt dieser aufgrund seit Anfang 2016 anhaltender Renovierungsarbeiten dort nicht. Mit Stand 2017 lebt der Vizepräsident Namibias  im Alten Staatshaus.